# Yurei Deco
Yurei Deco (яп. ユーレイデコ, Yūrei Deko, стилізовано як You 0 Deco) — оригінальний японський аніме-серіал, знятий режисером Томохіса Шімоямою, написаний Дай Сато та анімований студією Science Saru. Він транслювався з липня по вересень 2022 року. Вебтун-адаптація, створена студією Digital Shokunin Studio, виходить онлайн на сайті Line Manga компанії Line Corporation з липня того ж року.

## Сюжет
У кібернетичному мегаполісі Тома Сойєра центром соціальної активності є здобуття «Любові», що аналогічно отриманню «лайків» у соціальних мережах. У цій доповненій реальності мешканці використовують «Любов» для доступу до державних послуг та змінюють свою зовнішність за допомогою «Настроювача прикрас», відомого як «Деко». Цей пристрій, імплантований в очі ще в дитинстві, служить голографічним елементом. Мешканці Тома Сойєра, під суворим контролем влади, ведуть безтурботне життя.
Беррі, звичайна дівчина з пошкодженим Деко, який показує їй речі, які інші не бачать, знайомиться з Хак, дівчиною, схожою на хлопчика. Беррі також знайомиться з командою, яку очолює Хак, — клубом «Привидів-детективів». Усі його члени «мертві» для суспільства і непомітно для всіх працюють у цифровому світі Тома Сойєра. Працюючи з групою, Беррі дізнається про Фантома Зеро, таємничу постать, яка ховається в підземеллі Тома Сойєра. Вони з Хак вирішують вистежити цю постать, і з часом їм відкривається істина, що стоїть за містом…

## Персонажі

### Клуб Привидів-детективів
Беррі (яп. ベリィ, Beri)
Допитлива дівчина, яка прагне розгадати таємницю Фантома Зеро. Через збій в її Деко, встановленому в її правому оці, вона здатна бачити речі, які не можуть бачити інші звичайні мешканці, що призводить до її зустрічі з Хак. Після того, як її оголосили мертвою після порятунку Хак, вона стає членом клубу Привидів-детективів.
Хак (яп. ハック, Hakku)
Дитина невідомого походження, яка використовує різноманітні гаджети, такі як маскувальні пристрої та програмовані паперові літачки.
Фінн (яп. フィン, Fin)
Керівник клубу Привидів-детективів.
Ханк (яп. ハンク, Hanku)
Розслаблений член клубу Привидів-детективів.
Мадам 44 (яп. マダム44, Madamu 44)
Літня жінка, яка співпрацює з клубом Привидів-детективів за допомогою дистанційно керованого робота.
Смайлі (яп. スマイリー, Sumairī)
Молода дівчина, членкиня клубу Привидів-детективів, яка ховає обличчя за протигазом. Вона — онука Мадам 44.
Містер Ватсон (яп. ミスターワトソン, Mitsutā Watoson)
Своєрідний член клубу Привидів-детективів, який носить костюм і маску великого кота. Він не розмовляє, а лише зрідка записує речення у своєму блокноті.

## Медіа

### Аніме
Оригінальний аніме-серіал анімований студією Science Saru та зрежисований Томохіса Шімоямою за сценарієм Дай Сато. Він транслювався з 3 липня по 18 вересня 2022 року на Tokyo MX, MBS і BS NTV. Початковою темою є пісня «1,000,000,000,000,000,000,000 LOVE» від Clammbon, а завершальною темою — «Aimuin Love» від Hack'nBerry (Міра Кавакацу та Анна Нагасе). Crunchyroll ліцензував серіал.

#### Список серій
| № серії | Назва серії                                                                                     | Режисер(и)       | Сценарист(и) | Розкадрування                                              | Оригінальна дата показу |
| ------- | ----------------------------------------------------------------------------------------------- | ---------------- | ------------ | ---------------------------------------------------------- | ----------------------- |
| 1       | «Пригоди на Томі Сойєрі» Транслітерація: «Tomu Sōya de no Bōken» (яп. トムソーヤでの冒険)       | Томохіса Шімояма | Дай Сато     | Томохіса Шімояма                                           | 3 липня 2022            |
| 2       | «Загадковий незнайомець» Транслітерація: «Fushigi na Yosomono» (яп. 不思議なよそ者)             | Тоору Хасуя      | Дай Сато     | Тоору Хасуя, Томохіса Шімояма, Марі Мотохаші, Карін Ногучі | 10 липня 2022           |
| 3       | «Судовий фарс» Транслітерація: «Shikumareta Saiban» (яп. 仕組まれた裁判)                        | Такуя Фуджікура  | Дай Сато     | Такуя Фуджікура                                            | 17 липня 2022           |
| 4       | «Привиди-детективи» Транслітерація: «Yūrei Tanteidan» (яп. ユーレイ探偵団)                      | Кім Мін-сун      | Дай Сато     | Марі Мотохаші                                              | 24 липня 2022           |
| 5       | «Слідами фальшивого нуе» Транслітерація: «Usotsuki Nue o Otte» (яп. うそつき鵺を追って)         | Тецуро Карай     | Кіміко Уено  | Тецуро Карай                                               | 31 липня 2022           |
| 6       | «Смайлі та загублений літун» Транслітерація: «Sumairī no Tobi Maigo» (яп. スマイリーの跳び迷子) | Юта Такамура     | Дай Сато     | Гоїчі Івахата                                              | 7 серпня 2022           |
| 7       | «Нелюдська крамниця» Транслітерація: «Hitodenashi no Yatai» (яп. ひとでなしの屋台)              | Мікі Сакайбара   | Кіміко Уено  | Дашійо Хацумі                                              | 14 серпня 2022          |
| 8       | «Дотягнутися до небес!» Транслітерація: «Tengoku ni Te o Nobase!» (яп. 天国に手を伸ばせ！)      | Тоору Хасуя      | Дай Сато     | Дашійо Хацумі                                              | 21 серпня 2022          |
| 9       | «Палаюче клеймо» Транслітерація: «Moeru Rakuin» (яп. 燃える烙印)                                | Макото Сокудза   | Кіміко Уено  | Гоїчі Івахата                                              | 28 серпня 2022          |
| 10      | «Два фантоми до раю!?» Транслітерація: «Tengoku Made Ni Fazomu?» (яп. 天国まで２ファゾム？)     | Місу Яманеко     | Дай Сато     | Дашійо Хацумі                                              | 4 вересня 2022          |
| 11      | «Другий поворот долі» Транслітерація: «Unmei wa Futatabi Kawaru» (яп. 運命は二度変わる)         | Тоору Хасуя      | Кіміко Уено  | Хіроко Кадзуї, Марі Мотохаші                               | 11 вересня 2022         |
| 12      | «Дім найбільшої таємниці» Транслітерація: «Saikō ni Himitsu no Basho» (яп. 最高に秘密の場所)    | Томохіса Шімояма | Дай Сато     | Томохіса Шімояма                                           | 18 вересня 2022         |

### Вебтун
Адаптація у вигляді вебтуну з малюнком від Digital Shokunin Studio випускається онлайн через веб-сайт Line Manga компанії Line Corporation з 8 липня 2022 року.